# Kostel Povýšení svatého Kříže (Loukovec)
Římskokatolický farní kostel Povýšení svatého Kříže v Loukovci je barokní sakrální stavba stojící uprostřed hřbitova v areálu zámku v Loukovci. Od roku 1967 je kostel chráněn jako kulturní památka.

## Historie

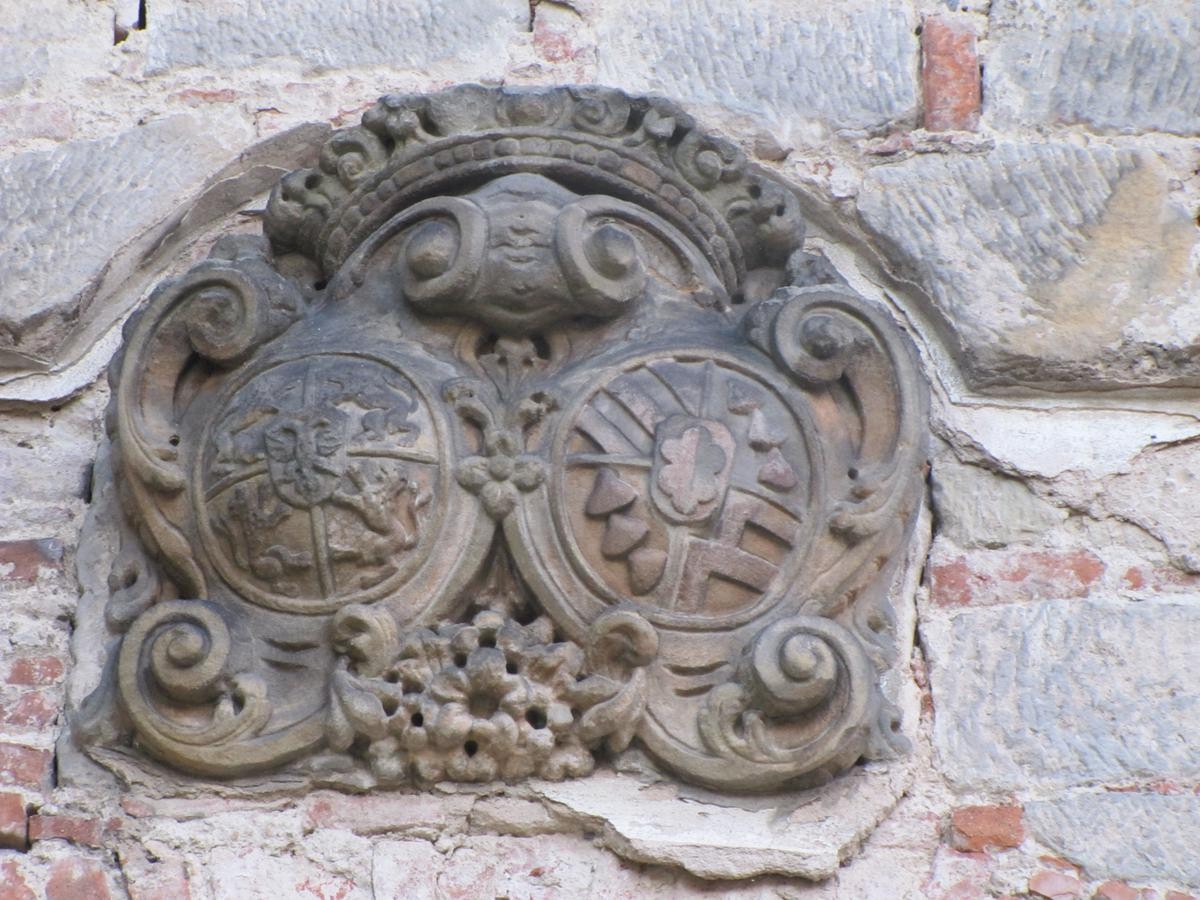
Valdštejný znak nad vchodem

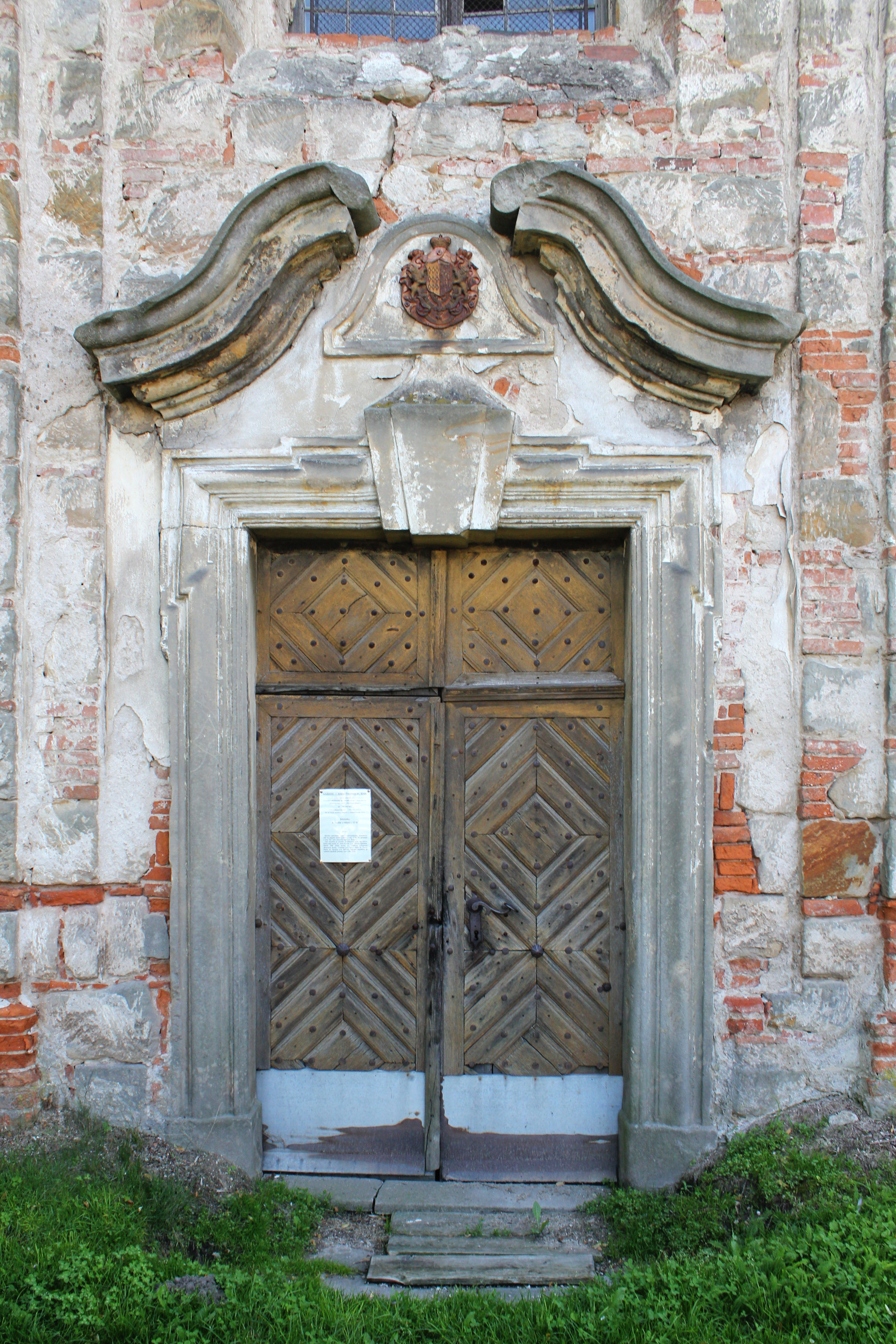
Vchod do loukoveckého kostela

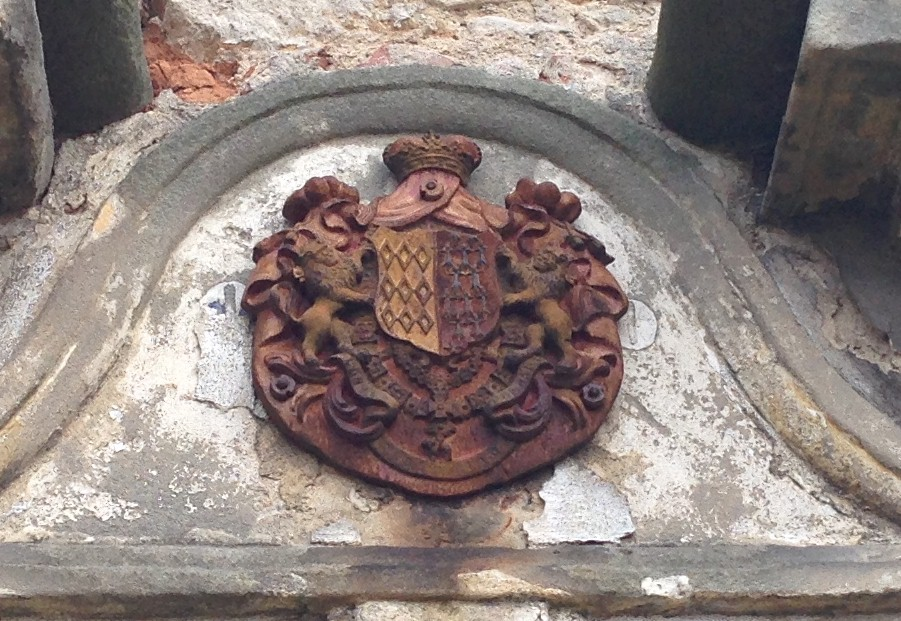
Detail rohanského znaku nad dveřmi

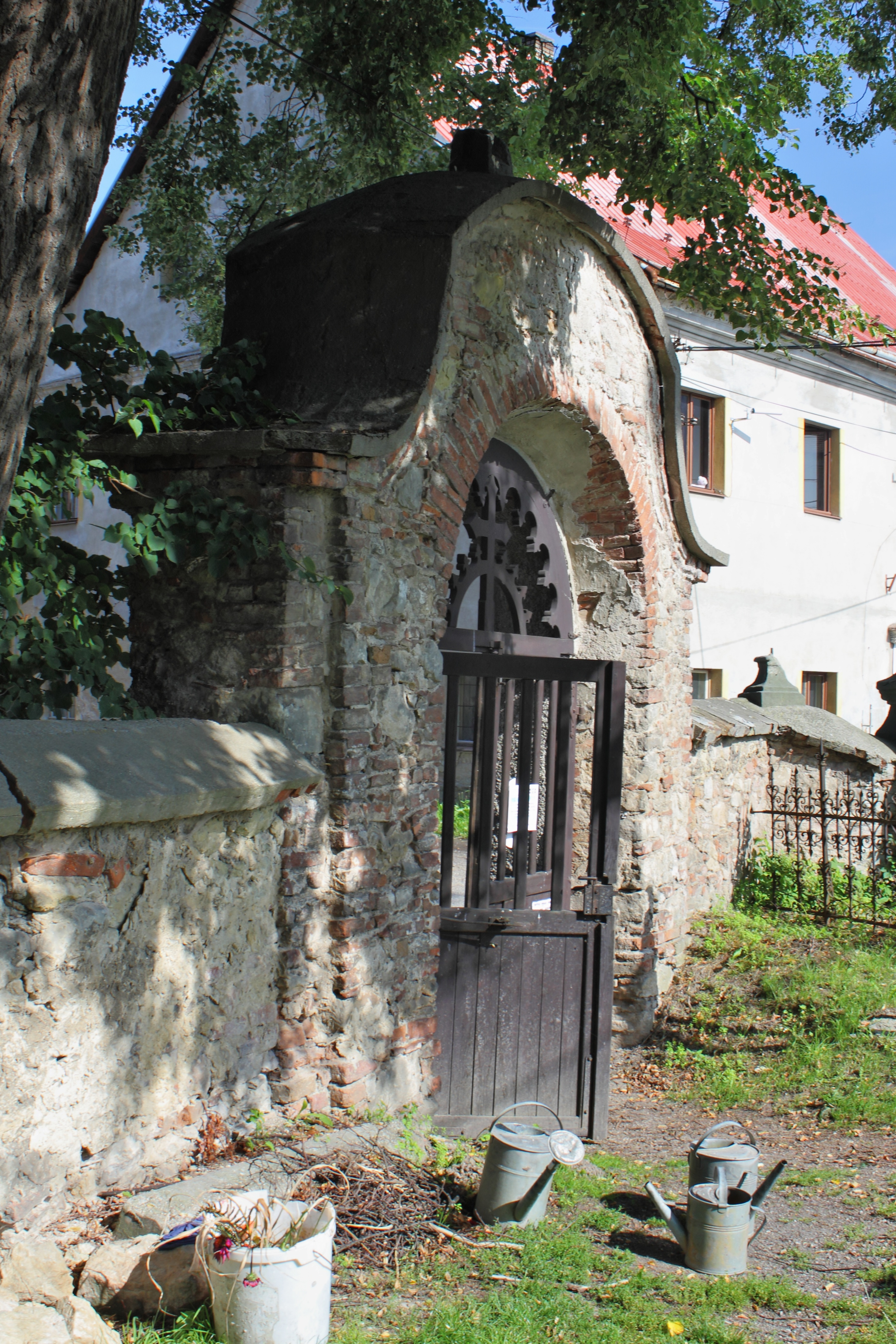
Hřbitovní brána v Loukovci

Předchozí kostel v Loukovci stál již od středověku a Loukovec náležel k českodubské komendě johanitů. Současný kostel pochází z roku 1726. Obnoven byl v roce 1742. V roce 1821 mu byla při úpravách ubourána kaple sv. Barbory.

## Architektura
Kostel je obdélný, jednolodní s obdélném presbytářem se sakristií po jižní straně a se západní průčelní věží. Zevně je kostel členěn pilastry. Nad portálem je hranolová jednopatrová věž zastřešena plechovým jehlancem. Nad průčelním oknem se nachází valdštejný znak.
Uvnitř je kostel sklenut valeně s lunetami. Kruchta ve věži má směrem do lodi zvlněný balkón.

## Zařízení
Zařízení většinou pochází z doby po roce 1742. Hlavní oltář je z roku 1738. Je barokní, rámový, nesený anděly s obrazem Nalezení sv. Kříže, zpodobňuje klečí císařovnu sv. Helenu v zeleném šatě. Obraz je z poloviny 18. století a pochází od stejného autora jako obraz v kostele v Bosni. Pozoruhodné jsou sochy v životní velikosti sv. Vojtěcha a sv. Prokopa na hlavním oltáři, které pocházejí z Braunovy školy. Dva boční oltáře jsou protějškové. Jedná se o rokokové, rámové oltáře, které jsou zasvěceny Panně Marii a sv. Václavovi. Na těchto oltářích jsou historicky novější, oproti oltářům, obrazy od E. Dítěte a původní figurální sochařská stafáž z období po roce 1742. Boční oltář sv. Barbory je barokní, rámový. Rám je tvořen z rozvilin, pásků a mřížek. Pochází z období výstavby kostela. Kazatelna je barokní se soškami apoštolů v nikách z období asi kolem roku 1730. V kostele se nachází umělecky vydařená socha sv. Jana Nepomuckého od M. Jelínka. V interiéru je také rokokový krucifix z roku 1766. Dochovala se i křtitelnice, varhany a barokní lavice. Vnitřní vybavení kostela doplňuji dva stříbrné kalichy a cínové svícny. Na dveřích do sakristie je velice pěkný tepaný barokní zámek.

## Okolí kostela
Na pilířích hřbitovní brány vedoucí se nacházely sochy sv. Jana Křtitele a sv. Jakuba Menšího (Alfeova).
Fara byla v Loukovci od nepaměti. Stála patrně na stejném místě jako ta současná. V roce 1700 byla postavena nová fara, ve které se do roku 1899 vystřídalo patnáct farářů, kteří sloužili bohoslužby i v obcích Březina, Jabloneček a Chocnějovice. Fara je volnou stavbou, hladkou s bočními trojhrannými štíty. Nedaleko při cestě k Loukovu strojí socha sv. Jana Nepomuckého z počátku 19. století a také socha Ecce homo z roku 1901, která je signována: Braun.